# Лукино (Балахнинский район)
Лукино́ — рабочий посёлок в Балахнинском районе Нижегородской области России.
Административный центр муниципального образования «Рабочий посёлок Малое Козино».
Население 3654 жителей (2010 год).
Расположен в 29 км к северо-западу от Нижнего Новгорода, в 6 км к юго-востоку от районного центра — города Балахна, вблизи реки Волги. Железнодорожная станция на ветке от Нижнего Новгорода.
Статус посёлка городского типа — с 1991.

## История
Самое первое письменное упоминание о деревне Лукино относится к 1582 г. В исторических документах рабочий поселок Лукино упоминается как деревня на реке Митяне.
В 1890—1894 гг. по решению Балахнинского Земства в деревне Лукино начали строительство школы.
В 1925 г. на территории г. Балахны году начинают строительство Бумкомбината. Для удобства транспортного сообщения Бумкомбината с Н. Новгородом и другими городами стали строить железную дорогу, а немного позже — шоссе, поселок стал быстро заселяться. В Лукино появляется электричество, радио, открывается магазин.
В 1932 году постановлением Президиума ВЦИК «О частичном изменении в административном делении Нижегородского края» селение М.Козино Балахнинского района с включением в его
поселковую черту селений: Лукино, Пыра-Паромиха, Алешино и Рогожино было преобразовано в рабочий поселок и организован Малокозинский поссовет.
В январе 1961 года была открыта новая школа, магазин, столовая, 2 фельдшерско-акушерских пункта, детский комбинат на 140 мест, отделение связи и сберкасса, библиотека, здание нового лесничества.
В период с 1985 по 1993 год в поселке была выполнена большая программа социально-экономического развития поселка: газификация, строительство и асфальтирование дорог по улицам, строительство магазина «Дубки», введен в эксплуатацию профилакторий «Дубки» Горьковского металлургического завода. Разросся микрорайон жилых домов, появилась новая столовая и библиотека.

## Церковь
В советские годы сельский храм был разрушен. 30 декабря 2010 года архиепископ Нижегородский и Арзамасский Георгий совершил чин закладки храма в честь Казанской иконы Божией Матери. Ко времени освящения закладного камня, строителями уже был подготовлен фундамент для деревянных конструкций. 28 августа 2012 года состоялось освящение и установка купола с крестом.